# Ștefan cel Mare (okręg Ardżesz)
Ștefan cel Mare – wieś w Rumunii, w okręgu Ardżesz, w gminie Ștefan cel Mare. W 2011 roku liczyła 1948 mieszkańców.